# 五十嵐雅
五十嵐 雅（いがらし まさし、1983年11月4日 - ）は、日本の俳優、声優。静岡県焼津市出身、アクロス エンタテインメント所属。

## 経歴・人物
高校時代、理数系学科の進学校の授業についていけず、テストを白紙で提出する。五十嵐本人はテストの内容が難しくわからないという意思表示のつもりだったが、学校で問題になってしまう。これがきっかけとなり、勉強から逃げるように部活にのめり込む。全国大会に出場するほど実力のある放送部で、アナウンスコンクール全国3位に入賞する。五十嵐は部長も務めた。応援団の団長も務めるなど、勉強以外のことに集中した結果、大学には行けなかった。
高校卒業後、地元を離れて工場に就職する。職場の寮で暮らしていたが、シフト勤務の関係で夜中に食事をとることもあり、そうした生活を続けてるうちに昼夜の感覚がはっきりしなくなったという。今の場所から抜け出し「もっと自分の可能性を信じたい」と思うようになる。そんな時に、寮のテレビでアイドルグループが出演するミュージカルを観て、「僕もミュージカルの道に進みたい」と舞台の素晴しさに感銘を受ける。会社を退職し、東京の大学を受け直した。役者を志したというよりは「今、自分がここにいるということを証明したかった」と当時の心境を振り返っている。大学では「何かを表現したい」と考えていたことから劇団に所属する。多忙になったことで半年で退団するが、手伝いで劇団への出演や交流は続けており、舞台について学ぶ。大学時代は「芝居漬けの毎日」だったという。
ある人から映画の日本語吹き替えは、「演じている役者の演技も学べて、いろんな発見ができる」、「そういう仕事ができる事務所を選んだらいいんじゃないか」と助言されたことから2009年にアクロス エンタテインメントに所属する。劇場アニメ『KING OF PRISM by PrettyRhythm』鷹梁ミナト役で声優デビュー。完成した映像を観て共演者と声のバランスが合っていないと感じて落ちこんだが、自分に足りないものを自覚し「もっと声の仕事をやっていきたいな」と思うようになる。
静岡朝日テレビのローカルワイド番組『サタハピ しずおか』で、ロンドンブーツ1号2号の田村亮がメインを務める「亮のシズオカレンダー」のコーナーで、レポーターとしても出演している。生まれ育った静岡でも知らないことは多く、「いろいろと発見することも多い」と述べている。
2020年10月2日、自身のTwitterで一般女性との結婚を報告した。

## 出演
太字はメインキャラクター。

### 舞台
- D-BOYS STAGE ラストゲーム[4]
- 恋愛模様（吉岡）[4]
- 廻罠（わたみ）（サト）[4]
- 人生はショータイム![4]
- 青面獣楊志（牛神）[4]
- 体感季節（清水孝太）[4]
- 雷神（小野寺耕平）[4]
- 桜SAKURAサクラ（夢久）[4]
- あけぼの町の空の下[4]
- 蛇の亜種（マムシ）[4]
- 下北沢Geki地下Liberty[4]
- 恋工場（ボイスキャスト）[4]
- 銀河英雄伝説 第一章 銀河帝国編（2011年[6]）
- 映像都市チネチッタ（2013年[7]）
- KING OF PRISM-Over the Sunshine!-（2017年[8]、鷹梁ミナト)
- 舞台「閉店拒否!〜俺たちは帰らない〜」（2018年3月、赤荻啓介[9][10]）
- 劇団ヘロヘロQカムパニー第37回公演「DARK CROWS 2019 トキノソラ」（2019年2月、Wキャスト曽羅[11]）
- cafe Neo:ROID 外伝舞台  『機械少女の献身～Memory of Automata～』（2019年6月、16日日替りゲスト　西園寺和音[12]）
- 男子はつらくないよ??（2019年8月、五十畑先生[13]）
- 舞台「ビックリマン ～ザ☆ステージ～」（2019年12月、Wキャスト天野真太郎[14]）
- KING OF PRISM-Shiny Rose Stars-（2020年2月、鷹梁ミナト)
- batsu-gumi vol.1「白バラの祈り The White Rose」（2020年8月、マーラー[15]）
- ミュージカル「モンブラン〜黄昏のROUTE69〜」（2020年12月、マスター[16]）
- ハイブリッド・アミューズメント・ショウ　bpm 15周年記念公演『beats per minute CHAIN LIFT』（2022年12月、BINGO[17]

### テレビドラマ
- タイムスクープハンター セカンドシーズン（2010年、NHK） - 烏之介 役[4]
- トライ・エイジ〜三世代の挑戦〜「第二回 金田一家三代の物語」（2011年2月12日、NHK BS-hi） - 小倉進平 役[4]
- あぽやん～走る国際空港（2013年1月 - 3月、TBS） - 社員 役[4]

### 映画
- クローズZERO II（2009年）[4]
- センチメンタルヤスコ（2012年、若い警察官）[4]

### ネットシネマ
- いつまでも（片桐一郎）[4]

### テレビCM
- マクドナルド夏のマックFes!「クォーターパウンダー ハバネロトマト&マックウィング」篇[4]
- UR賃貸住宅
  - 「春のお部屋探しキャンペーン篇」[4]
  - 「グリーンマネージャー篇」[4]

### テレビ番組
※はインターネット配信。
- サタハピ しずおか（静岡朝日テレビ、レポーター[1]）
- ドッグパッドチャンネル（YouTube※、司会・MC担当）[18]
- ぬまてれ☆（YouTube※、2018年7月 - ）MC担当
- まさぴーのホップステップジャンプ（2019年 - 2023年3月、ONSTAGE※）

### テレビアニメ
- KING OF PRISM -Shiny Seven Stars-（2019年、鷹梁ミナト[19][20]）
- A3!（2020年、シトロン[21]） - 2シリーズ
- ぐんまちゃん（2021年 - 2023年、ディレクター、実況アナウンサー、従者B、黒ハニワ） - 2シリーズ[一覧 1]
- BLEACH 千年血戦篇（2022年、死神）

### 劇場アニメ
- KING OF PRISMシリーズ（2016年 - 2025年、鷹梁ミナト[22]） - 5作品[一覧 2]

### ゲーム
- A3!（2017年、シトロン[27]）
- KING OF PRISM プリズムラッシュ！LIVE（2017年、鷹梁ミナト[28]）
- カクテル王子（2017年、ジャックローズ）
- プレカトゥスの天秤（2018年、ヨーラン・バックリーン[29]）

### 落語
- 声優落語天狗連[30]（2017年）

### 朗読劇
- KIRAKIRA VOICE LAND VOL.14 <LOVE×LETTERS>（柚月大地、2018年8月25日 / 立花海斗、2018年8月26日)
- KOBE VOICE THEATER VOL.1 探偵男子 第一夜『君が探してるのは誰?』（1部：黄河聡一 / 2部：神咲マサユキ、2018年6月24日）
- KOBE VOICE THEATER VOL.5 探偵男子 第五夜『さよなら、さようなら、さような、ら。』（1部：黄河聡一 他 / 2部：神咲マサユキ 他、2019年3月31日）
- 朗読劇「寄席から始まる恋噺」[31] - Dチーム（2019年11月3日）
- オンライン朗読劇「羊たちの標本／再演」[32]（鈴、2020年10月10日）
- 朗読で描くミステリー「シャーロック・ホームズ 〜特別なあの人〜」[33]（モリアーティ教授役 他、2020年1月9日13:00公演）

### ラジオドラマ
- ソーシャルメディアマーケター美咲[4]
- YOUR SMILE TOWN 第11話 新浦安（田所俊平）[4]
- WINTER STORY～長野で出会った3つの奇跡「白銀の出会い」（神林サトシ）[4]
- NISSAN あ、安部礼司〜BEYOND THE AVERAGE（轟カケル）[4]

### ラジオ
※はインターネット配信。
- A trip ～旅と人～（JFN、パーソナリティー）[4]

### その他コンテンツ
- 資生堂マキアージュ Webコンテンツ[4]
- Access! 聴覚障害学生支援DVD4 踏み出そう!社会への『道』 (DVD)[4]
- A Salaryman Dancing,Ltd.mov[34]（ショートフィルム）[4]

## ディスコグラフィ

### キャラクターソング
| 発売日   | 商品名 | 歌 | 楽曲 | 備考 |
| 2016年   | 2016年 | 2016年 | 2016年 | 2016年 |
| -------- | --- | --- | --- | --- |
| 4月27日  | 劇場版 KING OF PRISM by PrettyRhythm Song & Soundtrack                                                                                                  | 一条シン（寺島惇太）、太刀花ユキノジョウ（斉藤壮馬）、香賀美タイガ（畠中祐）、十王院カケル（八代拓）、鷹梁ミナト（五十嵐雅）、西園寺レオ（永塚拓馬）、涼野ユウ（内田雄馬）                                                       | 「ドラマチックLOVE」 | 劇場アニメ『KING OF PRISM by PrettyRhythm』エンディングテーマ                                                 |
| 8月31日  | KING OF PRISM Music Ready Sparking! | 鷹梁ミナト（五十嵐雅） | 「Home sweet Home」 | 劇場アニメ『KING OF PRISM by PrettyRhythm』関連曲                                                             |
| 2017年   | | | | |
| 5月24日  | 劇場版KING OF PRISM -PRIDE the HERO- ユニットプロジェクト コウジ&ミナト                                                                                 | 神浜コウジ（柿原徹也）、鷹梁ミナト（五十嵐雅） | 「Delicious Essence」 | 劇場アニメ『KING OF PRISM -PRIDE the HERO-』関連曲                                                            |
| 5月24日  | A3! First SPRING EP | 春組 | 「Spring has come!」 | ゲーム『A3!』関連曲                                                                                           |
| 9月27日  | 劇場版KING OF PRISM -PRIDE the HERO- Song&Soundtrack | エーデルローズ新入生 | 「Vivi℃ Heart Session!」 | 劇場アニメ『KING OF PRISM -PRIDE the HERO-』エンディングテーマ                                                |
| 10月4日  | A3! Blooming SPRING EP | ルーク［皆木綴（西山宏太朗）］、S［シトロン（五十嵐雅）］ | 「思い出のねじ巻き」 | ゲーム『A3!』関連曲                                                                                           |
| 10月4日  | A3! Blooming SPRING EP | シトロン（五十嵐雅） | 「シトロンの正しい日本語講座?」 | ゲーム『A3!』関連曲                                                                                           |
| 2018年   | | | | |
| 3月23日  | 舞台KING OF PRISM -Over the Sunshine!- Prism Song Album                                                                                                 | ALL CAST | 「BOY MEETS GIRL」 「Ahiny Heart Beat」 | 舞台『KING OF PRISM -Over the Sunshine!-』劇中歌                                                              |
| 3月23日  | 舞台KING OF PRISM -Over the Sunshine!- Prism Song Album                                                                                                 | 一条シン（橋本祥平）、香賀美タイガ（長江崚行）、十王院カケル（村上喜紀）、鷹梁ミナト（五十嵐雅）、涼野ユウ（廣野凌大） | 「ハッピーな寮生活」 | 舞台『KING OF PRISM -Over the Sunshine!-』劇中歌                                                              |
| 3月23日  | 舞台KING OF PRISM -Over the Sunshine!- Prism Song Album                                                                                                 | エーデルローズ生 | 「エーデルローズのお風呂」 | 舞台『KING OF PRISM -Over the Sunshine!-』劇中歌                                                              |
| 3月23日  | 舞台KING OF PRISM -Over the Sunshine!- Prism Song Album                                                                                                 | エーデルローズ新入生 | 「ドラマチックLOVE」 | 舞台『KING OF PRISM -Over the Sunshine!-』劇中歌                                                              |
| 6月6日   | KING OF PRISM RUSH SONG COLLECTION -RED NIGHT VAMPIRE-                                                                                                  | 太刀花ユキノジョウ（斉藤壮馬）、鷹梁ミナト（五十嵐雅）、涼野ユウ（内田雄馬） | 「氷上白波男」 | ゲーム『KING OF PRISM プリズムラッシュ！LIVE』関連曲                                                          |
| 10月3日  | A3! VIVID SPRING EP | 春組 | 「春ですね。」 | ゲーム『A3!』関連曲                                                                                           |
| 10月17日 | KING OF PRISM RUSH SONG COLLECTION -Sweet Sweet Replies!-                                                                                               | 鷹梁ミナト（五十嵐雅）、一条シン（寺島惇太） | 「Ride On Sportsman-Ship!」 | ゲーム『KING OF PRISM プリズムラッシュ！LIVE』関連曲                                                          |
| 11月23日 | KING OF PRISM Rose Party 2018 アニミュゥモ特典CD | 一条シン（寺島惇太）、太刀花ユキノジョウ（斉藤壮馬）、十王院カケル（八代拓）、香賀美タイガ（畠中祐）、西園寺レオ（永塚拓馬）、鷹梁ミナト（五十嵐雅）、涼野ユウ（内田雄馬）、如月ルヰ（蒼井翔太）、大和アレクサンダー（武内駿輔） | 「ドラマチックLOVE Rose Party 2018 Ver」 | 劇場アニメ『KING OF PRISM by PrettyRhythm』関連曲                                                             |
| 12月19日 | KING OF PRISM X'mas Winter Eyes / Happy Happy Birthday!                                                                                                 | 一条シン（寺島惇太）、太刀花ユキノジョウ（斉藤壮馬）、香賀美タイガ（畠中祐）、十王院カケル（八代拓）、鷹梁ミナト（五十嵐雅）、西園寺レオ（永塚拓馬）、涼野ユウ（内田雄馬）                                                       | 「Winter Eyes」 「Happy Happy Birthday!」 「ドラマチックLOVE -X'mas version-」                                                                              | ゲーム『KING OF PRISM プリズムラッシュ！LIVE』関連曲                                                          |
| 2019年   | | | | |
| 3月13日  | KING OF PRISM RUSH SONG COLLECTION -STAR MASQUERADE- | エーデルローズ新入生 | 「ドラマチックLOVE Thanks 1st anniversary REMIX」 | ゲーム『KING OF PRISM プリズムラッシュ！LIVE』関連曲                                                          |
| 4月24日  | Shiny Seven Stars!/366LOVEダイアリー | 一条シン（寺島惇太）、太刀花ユキノジョウ（斉藤壮馬）、香賀美タイガ（畠中祐）、十王院カケル（八代拓）、鷹梁ミナト（五十嵐雅）、西園寺レオ（永塚拓馬）、涼野ユウ（内田雄馬）                                                       | 「Shiny Seven Stars!」 | テレビアニメ『KING OF PRISM -Shiny Seven Stars-』オープニングテーマ                                           |
| 4月24日  | Shiny Seven Stars!/366LOVEダイアリー | 一条シン（寺島惇太）、太刀花ユキノジョウ（斉藤壮馬）、香賀美タイガ（畠中祐）、十王院カケル（八代拓）、鷹梁ミナト（五十嵐雅）、西園寺レオ（永塚拓馬）、涼野ユウ（内田雄馬）                                                       | 「366LOVEダイアリー」 | 劇場アニメ『KING OF PRISM -Shiny Seven Stars-』エンディングテーマ                                             |
| 6月26日  | A3! BRIGHT SPRING EP | 西園寺エニス［シトロン（五十嵐雅）］、向井庸太［碓氷真澄（白井悠介）］ | 「はじまりはカルテット」 | ゲーム『A3!』関連曲                                                                                           |
| 6月26日  | A3! BRIGHT SPRING EP | 春組 | 「Ever☆Blooming!」 | ゲーム『A3!』関連曲                                                                                           |
| 7月10日  | KING OF PRISM -Shiny Seven Stars- マイソングシングルシリーズ 鷹梁ミナト                                                                                 | 鷹梁ミナト（五十嵐雅） | 「Sailing!」 | テレビアニメ『KING OF PRISM -Shiny Seven Stars-』挿入歌                                                       |
| 7月10日  | KING OF PRISM -Shiny Seven Stars- マイソングシングルシリーズ 鷹梁ミナト                                                                                 | 鷹梁ミナト（五十嵐雅） | 「LEGEND OF WIND」 | テレビアニメ『KING OF PRISM -Shiny Seven Stars-』エンディングテーマ                                           |
| 8月7日   | KING OF PRISM -Shiny Seven Stars- マイソングシングルシリーズ 一条シン・太刀花ユキノジョウ・香賀美タイガ・十王院カケル・鷹梁ミナト・西園寺レオ・涼野ユウ | 一条シン（寺島惇太）、太刀花ユキノジョウ（斉藤壮馬）、香賀美タイガ（畠中祐）、十王院カケル（八代拓）、鷹梁ミナト（五十嵐雅）、西園寺レオ（永塚拓馬）、涼野ユウ（内田雄馬）                                                       | 「ナナイロノチカイ! -Brilliant oath-」 | テレビアニメ『KING OF PRISM -Shiny Seven Stars-』挿入歌                                                       |
| 8月7日   | KING OF PRISM -Shiny Seven Stars- マイソングシングルシリーズ 一条シン・太刀花ユキノジョウ・香賀美タイガ・十王院カケル・鷹梁ミナト・西園寺レオ・涼野ユウ | 一条シン（寺島惇太）、太刀花ユキノジョウ（斉藤壮馬）、香賀美タイガ（畠中祐）、十王院カケル（八代拓）、鷹梁ミナト（五十嵐雅）、西園寺レオ（永塚拓馬）、涼野ユウ（内田雄馬）                                                       | 「BOY MEETS GIRL」 | テレビアニメ『KING OF PRISM -Shiny Seven Stars-』エンディングテーマ                                           |
| 9月27日  | KING OF PRISM -Shiny Seven Stars- BD / DVD 全巻購入特典「PRISM COVERS COLLECTION -タワーレコード盤-」                                                   | 十王院カケル（八代拓）、鷹梁ミナト（五十嵐雅） | 「ハート♥イロ♥トリドリ〜ム」 | テレビアニメ『KING OF PRISM -Shiny Seven Stars-』関連曲                                                       |
| 12月18日 | A3! MIX SEASONS LP | 月白［シトロン（五十嵐雅）］、翡翠［ガイ（日野聡）］ | 「宵の三日月」 | ゲーム『A3!』関連曲                                                                                           |
| 2020年   | | | | |
| 3月25日  | LOVEグラフィティ | SePTENTRION | 「LOVEグラフィティ」 | 劇場アニメ『KING OF PRISM ALL STARS -プリズムショー☆ベストテン-』主題歌                                       |
| 3月25日  | LOVEグラフィティ | KING OF PRISM ALL STARS | 「ドラマチックLOVE -ALLSTARS THANKS ver.-」 | 劇場アニメ『KING OF PRISM ALL STARS -プリズムショー☆ベストテン-』関連曲                                       |
| 5月20日  | Home/オレンジ・ハート | 春組 | 「Home」 | テレビアニメ『A3!』エンディングテーマ                                                                         |
| 6月26日  | 舞台 KING OF PRISM -Shiny Rose Stars- Prism Song Album                                                                                                  | 一条シン（橋本祥平）、太刀花ユキノジョウ（横井翔二郎）、香賀美タイガ（長江崚行）、十王院カケル（村上喜紀）、鷹梁ミナト（五十嵐雅）、西園寺レオ（星元裕月）、涼野ユウ（廣野凌大）                                                 | 「Viva EdelRose Spa!」 「ナナイロノチカイ！ -Brilliant oath-」                                                                                              | 舞台『KING OF PRISM -Shiny Rose Stars-』劇中歌                                                                |
| 6月26日  | 舞台 KING OF PRISM -Shiny Rose Stars- Prism Song Album                                                                                                  | 神浜コウジ（小南光司）、鷹梁ミナト（五十嵐雅） | 「S-MY-LE KITCHEN!!」 | 舞台『KING OF PRISM -Shiny Rose Stars-』劇中歌                                                                |
| 6月26日  | 舞台 KING OF PRISM -Shiny Rose Stars- Prism Song Album                                                                                                  | 鷹梁ミナト（五十嵐雅） | 「Sailing!」 | 舞台『KING OF PRISM -Shiny Rose Stars-』劇中歌                                                                |
| 6月26日  | 舞台 KING OF PRISM -Shiny Rose Stars- Prism Song Album                                                                                                  | ALL CAST | 「Shiny Heart Beat -2020 ver.-」 | 舞台『KING OF PRISM -Shiny Rose Stars-』劇中歌                                                                |
| 2021年   | | | | |
| 1月8日   | KING OF PRISM BEST ALBUM "Music Goes On!" | 鷹梁ミナト（五十嵐雅） | 「Happy Happy Birthday!」 | ゲーム『KING OF PRISM プリズムラッシュ！LIVE』関連曲                                                          |
| 1月8日   | KING OF PRISM BEST ALBUM "Music Goes On!" | Edel Rose Stars | 「BOY MEETS GIRL」 | 『KING OF PRISM』シリーズ関連曲                                                                               |
| 7月21日  | A3! SUNNY SPRING EP | シトロン（五十嵐雅） | 「あいうえおおきなシトロンJAPAN」 | ゲーム『A3!』関連曲                                                                                           |
| 2024年   | | | | |
| 9月18日  | KING OF PRISM -Dramatic PRISM.1-「We are SePTENTRION!!!!!!!」                                                                                           | SePTENTRION | 「LINK WORLD」 | 劇場アニメ『KING OF PRISM -Dramatic PRISM.1-』主題歌                                                          |
| 2025年   | | | | |
| 7月28日  | ドラマチックLOVE -キンパラ Special Session ver.- | 一条シン（寺島惇太）、香賀美タイガ（畠中祐）、十王院カケル（八代拓）、鷹梁ミナト（五十嵐雅）、朱雀野アレン（梶原岳人）、矢戸乃上珂波汰（小林裕介）、大和憧吾（中島ヨシキ）、犬飼憂人（古川慎）                                   | 「ドラマチックLOVE -キンパラ Special Session ver.-」 | 劇場アニメ『KING OF PRISM-Your Endless Call-み〜んなきらめけ!プリズム☆ツアーズ』関連曲 『Paradox Live』関連曲 |
| 8月20日  | 『KING OF PRISM-Your Endless Call-み〜んなきらめけ！プリズム☆ツアーズ』Song Collection                                                                  | SePTENTRION、WITH | 「BOY MEETS GIRL -SePTENTRION＆WITH ver.-」 | 劇場アニメ『KING OF PRISM-Your Endless Call-み〜んなきらめけ!プリズム☆ツアーズ』挿入歌                        |
| 8月20日  | KING OF PRISM『ラブパラ! -Endless Love,Love-/Sparkling Days』                                                                                           | SePTENTRION | 「ラブパラ! -Endless Love,Love-」 | 劇場アニメ『KING OF PRISM-Your Endless Call-み〜んなきらめけ!プリズム☆ツアーズ』挿入歌                        |
| 8月20日  | KING OF PRISM『ラブパラ! -Endless Love,Love-/Sparkling Days』                                                                                           | SePTENTRION | 「Sparkling Days -Over the silence ver.-」 「Sparkling Days -Key to my secret ver」 「Sparkling Days -Pure voice ver.-」 「Sparkling Days -BIG LOVE ver.-」 | 劇場アニメ『KING OF PRISM-Your Endless Call-み〜んなきらめけ!プリズム☆ツアーズ』エンディングテーマ            |